# Газзара, Бен
Бен Газзара (англ. Ben Gazzara, настоящее имя — англ. Biagio Anthony Gazzara; 28 августа 1930, г. Нью-Йорк, штат Нью-Йорк, США — 3 февраля 2012, г. Нью-Йорк, штат Нью-Йорк, США) — американский актёр, режиссёр и сценарист. Трижды номинант на премию «Золотой глобус» (1967, 1968 и 1969) и обладатель премии «Эмми» (2003).

## Биография
Бен Газзара родился 28 августа 1930 года в городе Нью-Йорке, в семье итальянского рабочего, иммигрировавшего из Сицилии в США.
После школы Бен сначала учился на инженера, но, увидев актрису Лауретт Тейлор (Laurette Taylor) в роли Аманды Уингфилд в оригинальной бродвейской постановке по пьесе Теннесси Уильямса «Стеклянный зверинец» (The Glass Menagerie), бросил учёбу и решил стать актёром. Его взяли в известную нью-йоркскую театральную актёрскую школу — «Драматическую мастерскую» (Dramatic Workshop) Эрвина Пискатора. Роль, сыгранная Беном в 1955 году в спектакле по пьесе «Кошка на раскалённой крыше» (Cat on a Hot Tin Roof) Теннесси Уильямса, проложила ему путь на Бродвей.

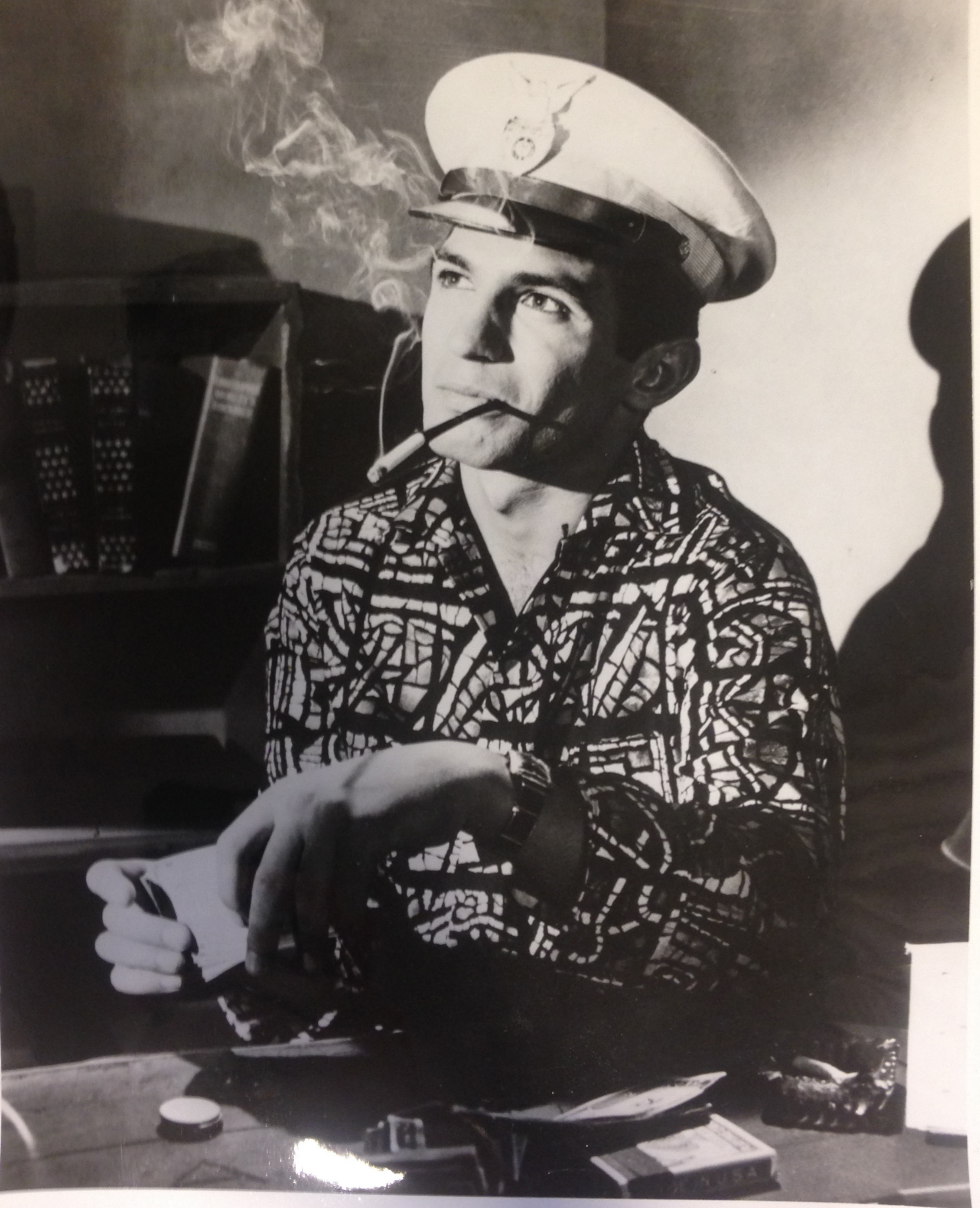
Бен Газзара в фильме «Странный» (The Strange One), 1957 год.

Кинодебют актёра состоялся в 1957 году в фильме «Странный» (The Strange One), где он сыграл роль Джокко де Пари (Jocko De Paris), лидера кадетов Южной военной академии.
Затем последовала роль лейтенанта Фредерика Мэниона (Lt. Frederick Manion) в юридической драме режиссёра Отто Премингера «Анатомия убийства» (1959), где вместе с Беном снимались также Джеймс Стюарт и Ли Ремик. 
1960-е годы для Газзары были связаны преимущественно со съёмками в телевизионных сериалах, а в 1969 году он снялся в фильме «Ремагенский мост».
В 1970-е годы актёр неоднократно снимался у своего друга, режиссёра Джона Кассаветиса в фильмах «Мужья» (1970), «Убийство китайского букмекера» (1976) и «Премьера» (1977). 
Параллельно со съёмками в кинофильмах и телесериалах был занят в театре и три раза номинировался на американскую театральную премию «Тони» (1955, 1975 и 1976).
Бен Газзара трижды номинировался на американскую премию «Золотой глобус» (1967, 1968 и 1969). Также три раза являлся номинантом (1967, 1968, 1986), а на четвёртый раз, в 2003 году, стал лауреатом американской телевизионной прайм-таймовой премии «Эмми» в категории «Лучшая мужская роль второго плана в мини-сериале или фильме» за роль Ника Пикколо в американском художественном фильме режиссёра Миры Наир «Истерическая слепота» (2002).
В 2005 году Газзара был удостоен почётной награды «Доностия» за выдающийся вклад в кинематограф (Donostia Lifetime Achievement Award) на 53-м Международном кинофестивале в Сан-Себастьяне (Испания).
Умер 3 февраля 2012 года в возрасте восьмидесяти одного года от рака поджелудочной железы.

## Фильмография

### Актёр
| Год  |    | Русское название              | Оригинальное название           | Роль                                                                      |
| ---- | -- | ----------------------------- | ------------------------------- | ------------------------------------------------------------------------- |
| 1957 | ф  | Странный                      | The Strange One                 | Джокко де Пари (Jocko De Paris), лидер кадетов Южной военной академии     |
| 1959 | ф  | Анатомия убийства             | Anatomy of a Murder             | лейтенант Фредерик Мэнион (Lt. Frederick Manion)                          |
| 1969 | ф  | Ремагенский мост              | The Bridge at Remagen           | сержант Анджело                                                           |
| 1970 | ф  | Мужья                         | Husbands                        | Гарри                                                                     |
| 1972 | ф  | Безумец                       | When Michael Calls              | Доремус                                                                   |
| 1975 | ф  | Капоне                        | Capone                          | Аль Капоне                                                                |
| 1976 | ф  | Убийство китайского букмекера | The Killing of a Chinese Bookie | Козмо Вителли                                                             |
| 1976 | ф  | Путешествие проклятых         | Voyage of the Damned            | Морис Тропер                                                              |
| 1977 | ф  | Премьера                      | Opening Night                   | Мэнни Виктор                                                              |
| 1979 | ф  | Кровная связь                 | Bloodline                       | Рис Уильямс                                                               |
| 1979 | ф  | Святой Джек                   | Saint Jack                      | Джек Флауэрс (Jack Flowers)                                               |
| 1981 | ф  | Инчхон                        | Inchon                          | майор Фрэнк Холлсуорт                                                     |
| 1981 | ф  | Все они смеялись              | They All Laughed                | Джон Руссо, частный детектив                                              |
| 1981 | ф  | История обыкновенного безумия | Tales of Ordinary Madness       | Чарльз Сёркинг, поэт-алкоголик                                            |
| 1982 | ф  | Девушка из Триеста            | La ragazza di Trieste           | Дино Романи, художник-мультипликатор                                      |
| 1985 | тф | Ранний мороз                  | An Early Frost                  | Ник Пирсон, владелец компании по производству пиломатериалов, отец Майкла |
| 1986 | ф  | Каморрист                     | Il camorrista                   | Раффаэле Кутоло («Профессор»), мафиози                                    |
| 1989 | ф  | Дом у дороги                  | Road House                      | Брэд Уэсли, рэкетир                                                       |
| 1990 | ф  | Кроме океана                  | Oltre l'oceano (Италия)         |                                                                           |
| 1994 | тф | Параллельные жизни            | Parallel Lives                  | Чарли Дюк                                                                 |
| 1995 | тф | Нефертити                     | Nefertiti, figlia del sole      | фараон Аменхотеп III                                                      |
| 1997 | ф  | Порочные круги                | Vicious Circles                 | Марч, богач                                                               |
| 1997 | ф  | Теневой заговор               | Shadow Conspiracy               | Саксон, вице-президент (Vice President Saxon)                             |
| 1998 | ф  | Баффало-66                    | Buffalo '66                     | Джимми Браун, отец Билли                                                  |
| 1998 | ф  | Большой Лебовски              | The Big Lebowski                | Джеки Трихорн, режиссёр порнофильмов                                      |
| 1998 | ф  | Счастье                       | Happiness                       | Ленни Джордан                                                             |
| 1999 | ф  | Афера Томаса Крауна           | The Thomas Crown Affair         | Андрю Уоласс, адвокат Томаса Крауна                                       |
| 1999 | ф  | Кровавое лето Сэма            | Summer of Sam                   | Луиджи                                                                    |
| 2002 | тф | Истерическая слепота          | Hysterical Blindness            | Ник Пикколо                                                               |
| 2003 | ф  | Догвилль                      | Dogville                        | Джек Маккей, друг Грейс, слепой, притворяющийся зрячим                    |
| 2010 | ф  | Тринадцать                    | 13                              | Шлёндорфф                                                                 |

### Режиссёр
- 1967 — Бежать ради жизни (эпизод «Выбор зла») / Run for Your Life (episode «A Choice of Evils»)
- 1967 — Бежать ради жизни (эпизод «Скажи, что это нравится») / Run for Your Life (episode «Tell It Like It Is»)
- 1968 — Бежать ради жизни (эпизод «Один плохой поворот») / Run for Your Life (episode «One Bad Turn»)
- 1968 — Бежать ради жизни (эпизод «Сцена убийства») / Run for Your Life (episode «The Killing Scene»)
- 1968 — Бежать ради жизни (эпизод «Кэрол») / Run for Your Life (episode «Carol»)
- 1971 — Название игры (эпизод «Назначение в Палермо») / The Name of the Game (episode «Appointment in Palermo»)
- 1974 — Коломбо (эпизод «Настоящий друг») / Columbo (episode «A Friend in Deed»)
- 1975 — Коломбо (эпизод «Смерть в океане») / Columbo (episode «Troubled Waters»)
- 1990 — Кроме океана / Oltre l'oceano (Италия)

### Сценарист
- 1990 — Кроме океана / Oltre l'oceano (Италия)